# Stefanie Moser
Stefanie Moser (* 23. April 1988) ist eine ehemalige österreichische Skirennläuferin. Sie war vor allem in den schnellen Disziplinen Abfahrt und Super-G erfolgreich.

## Biografie
Moser war Leistungssportlerin im Heeressportzentrum des Österreichischen Bundesheers und für den WSV Reith im Alpbachtal aktiv. Bereits im Alter von drei Jahren erlernte sie das Skifahren. Später besuchte sie die Skihauptschule Neustift und die Skihandelsschule Stams, welche sie aber nach dem ersten Jahr abbrach, da die Doppelbelastung durch Schule und Sport zu groß wurde. Sie wurde 2004 in den Nachwuchskader des Österreichischen Skiverbandes (ÖSV) aufgenommen und stieg ein Jahr später in den B-Kader auf. Von 2009 bis zu ihrem Rücktritt 2016 gehörte sie dem A-Kader an.
Ihr erstes FIS-Rennen bestritt Moser im Dezember 2003, im Europacup ging sie erstmals im Februar 2005 an den Start. In der Saison 2006/07 feierte sie am 6. Dezember im norwegischen Hemsedal im Super-G ihren ersten Europacupsieg, tags darauf fuhr sie beim zweiten Super-G in Hemsedal auf Rang drei. Am Ende der Saison stand schließlich der vierte Platz in der Super-G-Disziplinenwertung zu Buche. Im Weltcup durfte sie zum ersten Mal am 14. Jänner 2007 in Zauchensee an den Start gehen. In der Super-Kombination erreichte sie nach dem 14. Rang in der Abfahrt den 17. Gesamtrang. In den nächsten zwei Jahren kam sie aber zu keinen weiteren Weltcupeinsätzen und während der nächsten fünf Jahre blieb dieser 17. Platz ihr bestes Weltcupresultat.
Bei den Juniorenweltmeisterschaften 2008 im spanischen Formigal gewann Moser in der Abfahrt die Bronzemedaille. Ein Jahr zuvor, bei den Juniorenweltmeisterschaften 2007 in Zauchensee, verfehlte sie zweimal knapp das Podest: sowohl in der Abfahrt als auch in der Kombinationswertung wurde sie Vierte. In der Europacupsaison 2008/09 gelangen Moser zwei Siege in der Abfahrt und ein Sieg im Super-G, damit sicherte sie sich den Gewinn der Abfahrtswertung, Rang zwei in der Super-G-Wertung und Platz drei in der Gesamtwertung. Im Februar 2009 nahm sie in Tarvis wieder an zwei Weltcuprennen teil, erreichte aber keine Punkte.
In der Saison 2009/10 bestritt Moser elf Weltcuprennen, kam dabei aber nie in die Punkteränge. Ihr bestes Resultat war der 34. Platz in der Super-Kombination von Val-d’Isère. Im Europacup erreichte sie in Abfahrt und Super-G jeweils einen Podestplatz und insgesamt zehn Top-10-Ergebnisse, womit sie Zweite in der Abfahrtswertung und Siebente im Super-G-Klassement wurde. Am 4. Dezember 2010 gewann Moser mit Platz 27 in der Abfahrt von Lake Louise zum zweiten Mal in ihrer Karriere Weltcuppunkte. Im weiteren Verlauf des Winters konnte sie in weiteren sieben Weltcuprennen punkten, wobei ein 18. Platz in der Abfahrt von Tarvis ihr bestes Resultat war. Neben dem Weltcup war Moser auch weiterhin im Europacup am Start. Sie gewann in der Saison 2010/11 mit zwei Siegen in der Abfahrt und einem Sieg im Super-G punktegleich mit ihrer Teamkollegin Mariella Voglreiter die Abfahrtswertung, wurde Zweite in der Super-G-Wertung und Fünfte im Gesamtklassement.
In der Saison 2011/12 konzentrierte sich Moser fast ausschließlich auf den Weltcup. Sie fuhr in sieben Rennen unter die schnellsten 20 und erreichte am 5. Februar 2012 mit Platz neun im Super-G von Garmisch-Partenkirchen ihr erstes Top-10-Ergebnis. Nach einem Trainingssturz am 10. Oktober, bei dem sie eine Knochenprellung des rechten unteren Sprunggelenks erlitten hatte, musste Moser vor Beginn der Saison 2012/13 mehrere Wochen pausieren. Dennoch erreichte sie in der ersten Abfahrt des Winters, am 30. November in Lake Louise, mit Platz fünf ihr bisher bestes Weltcupergebnis. Ein weiterer fünfter Platz folgte am 2. März 2013 in der Abfahrt von Garmisch-Partenkirchen.
Nachdem ein Wechsel zum ungarischen Skiverband gescheitert war, trat sie im Juni 2016 infolge ausbleibender Erfolge vom aktiven Skirennsport zurück.

## Erfolge

### Juniorenweltmeisterschaften
- Québec 2006: 11. Abfahrt
- Zauchensee 2007: 4. Abfahrt, 4. Kombination, 9. Super-G, 11. Riesenslalom, 24. Slalom
- Formigal 2008: 3. Super-G

### Weltcup
- 5 Platzierungen unter den besten zehn

### Europacup
Disziplinenwertungen:
- Saison 2006/07: 4. Super-G-Wertung, 7. Abfahrtswertung
- Saison 2007/08: 6. Abfahrtswertung
- Saison 2008/09: 3. Gesamteuropacup, 1. Abfahrtswertung, 2. Super-G-Wertung
- Saison 2009/10: 2. Abfahrtswertung, 7. Super-G-Wertung
- Saison 2010/11: 5. Gesamteuropacup, 1. Abfahrtswertung, 2. Super-G-Wertung, 10. Super-Kombinations-Wertung

15 Podestplätze, davon 7 Siege:
| Datum            | Ort           | Land       | Disziplin |
| ---------------- | ------------- | ---------- | --------- |
| 6. Dezember 2006 | Hemsedal      | Norwegen   | Super-G   |
| 16. Jänner 2009  | Caspoggio     | Italien    | Abfahrt   |
| 11. März 2009    | Crans-Montana | Schweiz    | Abfahrt   |
| 12. März 2009    | Crans-Montana | Schweiz    | Super-G   |
| 12. Jänner 2011  | Zauchensee    | Österreich | Abfahrt   |
| 24. Februar 2011 | Sotschi       | Russland   | Abfahrt   |
| 25. Februar 2011 | Sotschi       | Russland   | Super-G   |

### Weitere Erfolge
- 1 österreichischer Meistertitel (Abfahrt: 2013)
- Dreifache Österreichische Juniorenmeisterin (Abfahrt 2006 und 2008, Super-G 2006)
- 10 Siege in FIS-Rennen